# هانس ساربي
هانس ساربي Hans Sarpei، من مواليد 28 يونيو 1976 في تيما في غانا، لاعب كرة قدم غاني.
بدأ مسيرته الكروية مع نادي فورتونا كولن الألماني في عام 1998، ولعب معهم حتى عام 2000، وشارك معهم في 44 مباراة، وفي موسم 2000/2001 انتقل إلى نادي دايسبورغ الألماني، ولعب معهم 20 مباراة وسجل هدف واحد، وفي عام 2001 انتقل إلى نادي فولسبورغ الألماني، ولعب معهم 139 مباراة وسجل 3 أهداف، ومنذ عام 2007 وهو يلعب مع نادي باير ليفركوزن الألماني.
و هو يلعب مع منتخب غانا لكرة القدم منذ عام 2000.

## روابط خارجية
- هانس ساربي على موقع IMDb (الإنجليزية)
- هانس ساربي على موقع ديسكوغز (الإنجليزية)
- هانس ساربي على موقع الاتحاد الدولي (مؤرشف)  (الإنجليزية)
- هانس ساربي على موقع قاعدة بيانات كرة القدم.إي يو (الإنجليزية)
- هانس ساربي على موقع بيانات كرة القدم. دي إي (الألمانية)
- هانس ساربي على موقع ناشيونال فوتبول تيمز (الإنجليزية)
- هانس ساربي على موقع Soccerway.com (الإنجليزية)
- هانس ساربي على موقع عالم كرة القدم.نت (الإنجليزية)
- هانس ساربي على موقع كووورة